# St-Vincent-de-Paul (Entre-Deux)

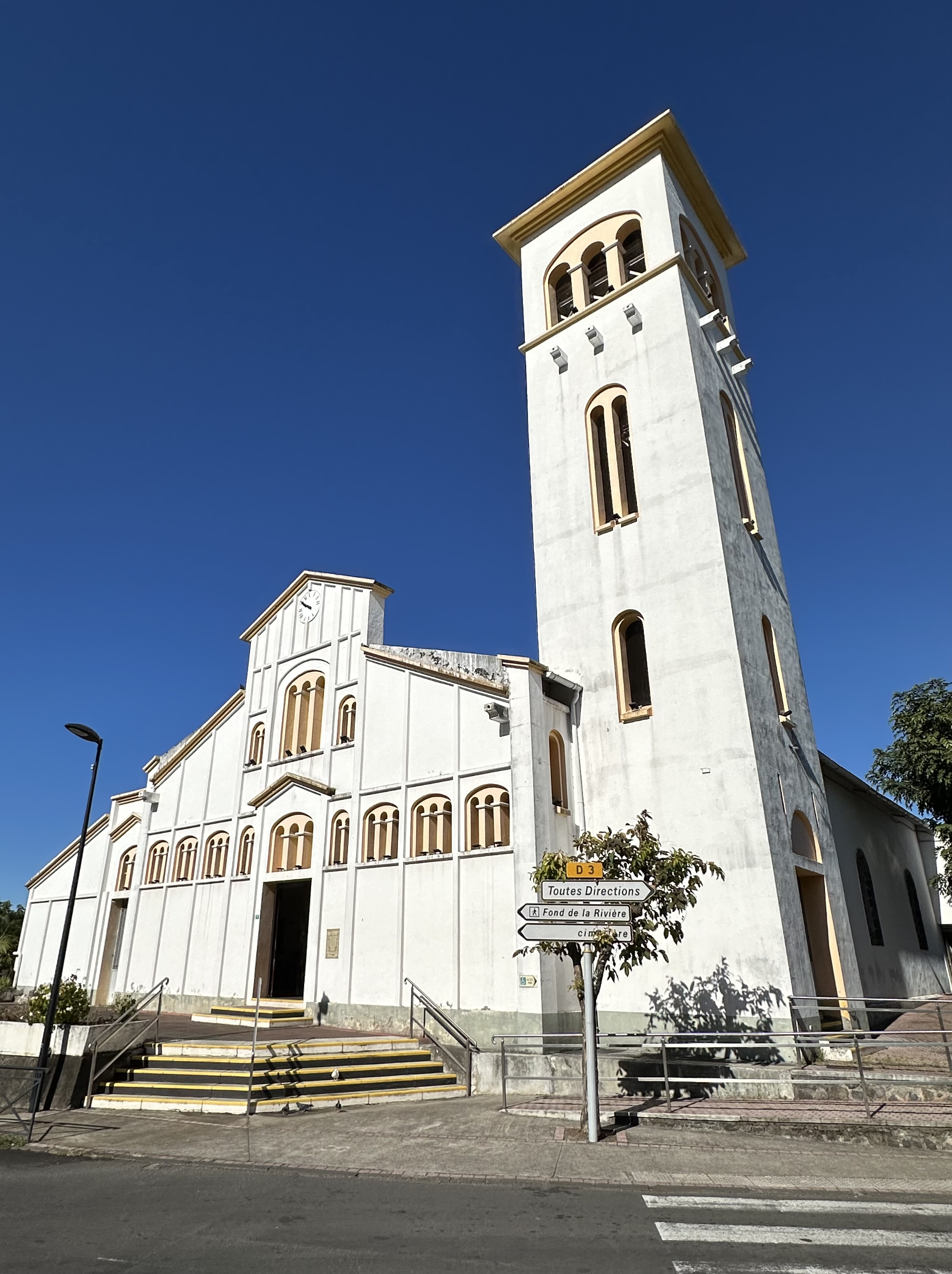
Kirche Saint-Vincent-de-Paul, 2024

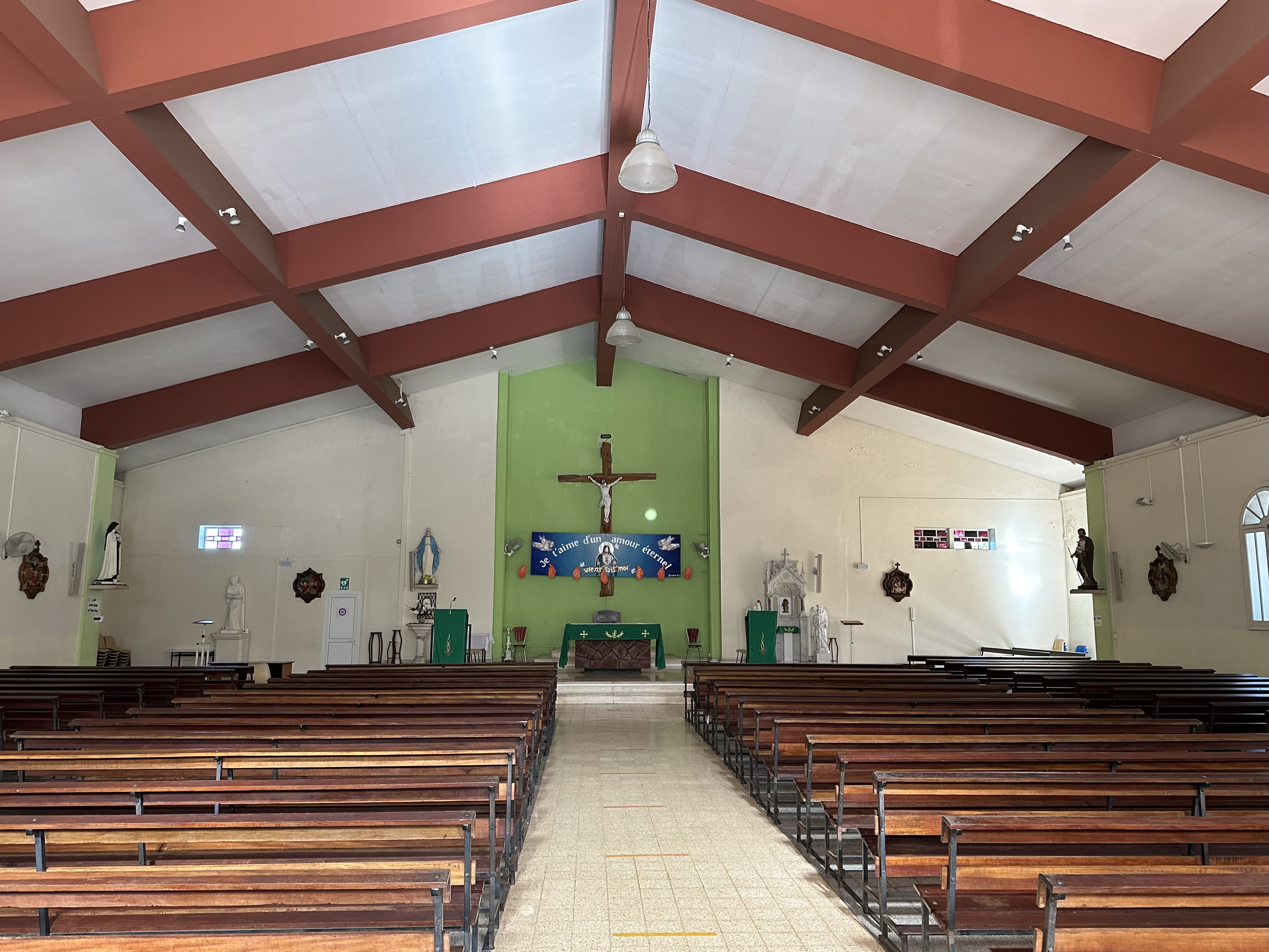
Innenraum

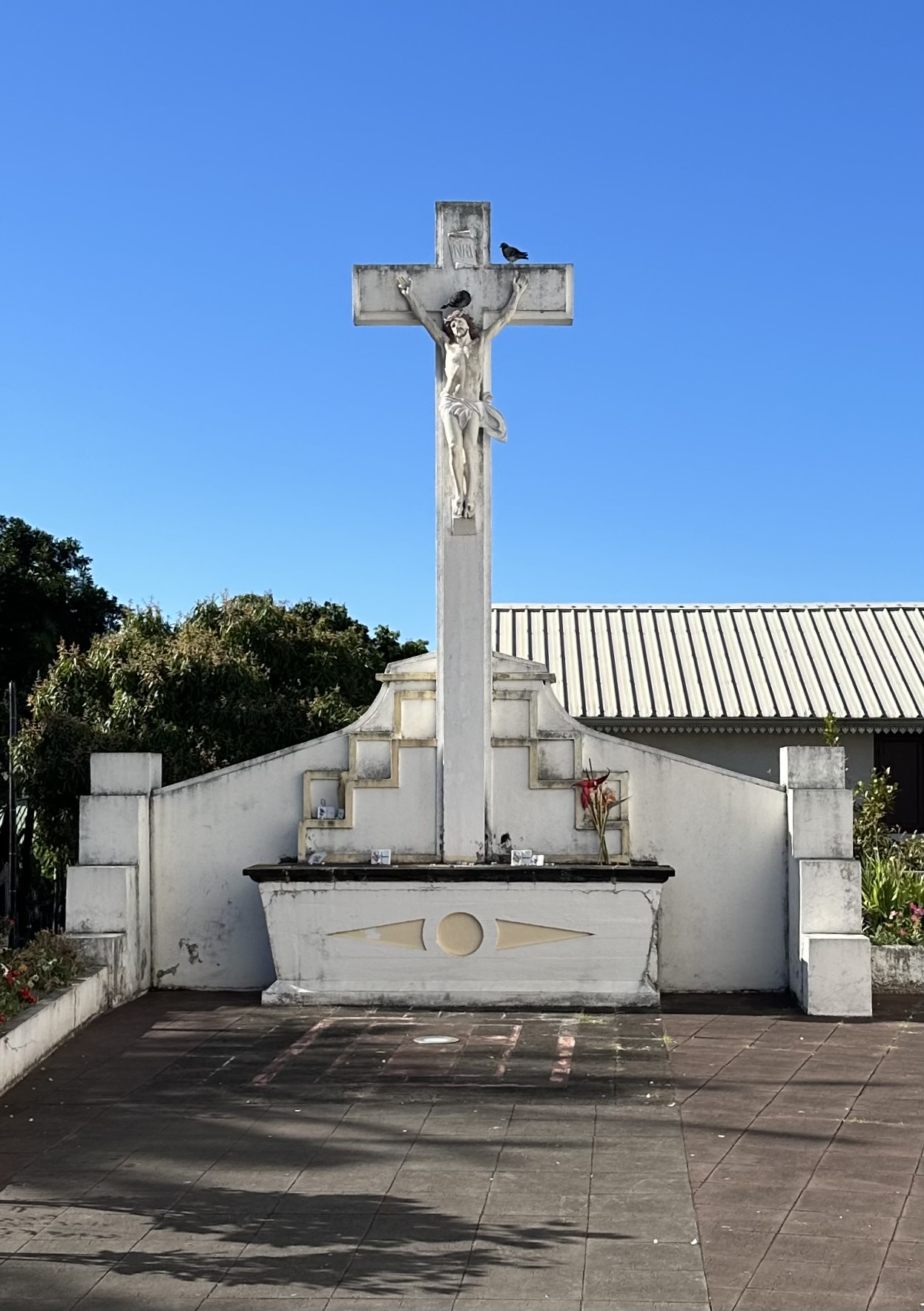
Kreuz vor der Kirche

St-Vincent-de-Paul ist eine römisch-katholische Kirche in der Gemeinde Entre-Deux auf der im Indischen Ozean gelegenen französischen Insel Réunion. Sie gehört zum Bistum Saint-Denis-de-La Réunion.

## Lage
Die Kirche befindet sich auf der Südseite der Straße Rue Hubert im Zentrum des Ortes Entre-Deux an der Adresse 8, rue Hubert.

## Architektur und Geschichte
Bei der Gründung des Vorläufers der Kommune Entre-Deux im Jahr 1839 gab es noch keine Kirche im Ort. Die Dorfbewohner mussten daher nach Saint-Louis oder Saint-Pierre gehen. 1845 spendete Vital Hoarau ein Grundstück zur Errichtung einer Kapelle, für die Iséri Lambert, Bauingenieur aus Saint-Pierre die Planungen erstellte. Der Grundstein wurde am 19. Juli 1845, dem Tag des Heiligen Vinzenz von Paul, gelegt. Die Kapelle wurde zwei Jahre später fertiggestellt. Sie bestand aus Holz und einer Giebelwand. Der Fassade war eine Veranda vorgelagert. Bekrönt war die Fassade mit einem Glockenturm.
1853 wurde für den Ort eine eigene Pfarrei gegründet und die Kapelle so zur Kirche. In den 1930er Jahren wurde das Gebäude vergrößert. In den 1950er Jahren machte sich ein vollständiger Neuaufbau erforderlich, der maßgeblich von Pfarrer Gérard Dujardin organisiert wurde, der von 1941 bis 1960 Pfarrer der Gemeinde war. Er baute zunächst die Mauern um die alte Kirche und schloss die Arbeiten dann mit der Wiederherstellung der Fassade ab. An der nordwestlichen Ecke erhielt die Kirche einen großen Glockenturm und erinnert in ihrer Gestaltung so an mittelalterliche Kirchen. Beim Neubau blieb das Innere der Kirche mit Holzpfeilern und Chor erhalten. Unter Pfarrer Charles Jaffré erhielt das Innere 1977 bis 1978 sein heutiges Aussehen.
In der Kirche befinden sich farbige Statuen aus Gips, darunter auch eine des in China aktiven Johannes Gabriel Perboyre, der 1996 heiliggesprochen wurde.